# Liste der Biografien/Neul
Liste der Biografien |
Portal Biografien |
Personensuche
# |
A |
B |
C |
D |
E |
F |
G |
H |
I |
J |
K |
L |
M |
N |
O |
P |
Q |
R |
S |
T |
U |
V |
W |
X |
Y |
Z |
?
 
Na |
Nb |
Nc |
Nd |
Ne |
Nf |
Ng |
Nh |
Ni |
Nj |
Nk |
Nl |
Nm |
Nn |
No |
Nr |
Ns |
Nt |
Nu |
Nv |
Nw |
Nx |
Ny |
Nz
 
Nea |
Neb |
Nec |
Ned |
Nee |
Nef |
Neg |
Neh |
Nei |
Nej |
Nek |
Nel |
Nem |
Nen |
Neo |
Nep |
Ner |
Nes |
Net |
Neu |
Nev |
New |
Nex |
Ney |
Nez
 
Neub |
Neuc |
Neud |
Neue |
Neuf |
Neug |
Neuh |
Neui |
Neuj |
Neuk |
Neul |
Neum |
Neun |
Neup |
Neur |
Neus |
Neut |
Neuv |
Neuw |
Neuy |
Neuz
Die Liste der Biografien führt alle Personen auf, die in der deutschsprachigen Wikipedia einen Artikel haben. Dieses ist eine Teilliste mit 15 Einträgen von Personen, deren Namen mit den Buchstaben „Neul“ beginnt.

## Neul
- Neul, Nana (* 1974), deutsche Filmregisseurin und Drehbuchautorin
- Neul, Walter (1899–1971), deutscher Politiker (NSDAP), MdR

### Neula
- Neuland, Alfred (1895–1966), estnischer Gewichtheber
- Neuland, Eva (* 1947), deutsche Sprachwissenschaftlerin
- Neuland, Fritz (1889–1969), Präsident der Israelitischen Kultusgemeinde in München und bayerischer Senator
- Neuland, Wilhelm (1806–1889), deutscher Musiker
- Neuländtner, Franz (* 1966), österreichischer Skispringer

### Neuli
- Neuling, Christian (* 1943), deutscher Unternehmer, Prokurist, Politiker (CDU), MdA, MdB
- Neuling, Ferdinand (1885–1960), deutscher Offizier, zuletzt General der Infanterie im Zweiten Weltkrieg
- Neuling, Hermann (1897–1967), deutscher Hornist und Komponist
- Neuling, Michaela (* 1984), deutsche Inline-Speedskaterin
- Neuling, Vinzenz (1795–1846), österreichischer Gastwirt und Brauhausbesitzer
- Neuling, Willy (1901–1999), deutscher Volkswirt und Hochschullehrer
- Neulinger, Maximilian (* 1967), österreichischer Ordensgeistlicher und Abt des Stiftes Lambach

### Neulo
- Neuloh, Otto (1902–1993), deutscher Soziologe und Arbeitswissenschaftler